# Laiz

Laiz este o comună în departamentul Ain din estul Franței.